# Pont-d'Héry
Pont-d'Héry és un municipi francès situat al departament del Jura i a la regió de Borgonya - Franc Comtat. L'any 2007 tenia 258 habitants.

## Demografia

### Població
El 2007 la població de fet de Pont-d'Héry era de 258 persones. Hi havia 84 famílies de les quals 28 eren unipersonals (4 homes vivint sols i 24 dones vivint soles), 28 parelles sense fills, 20 parelles amb fills i 8 famílies monoparentals amb fills.
La població ha evolucionat segons el següent gràfic:
Habitants censats

### Habitatges
El 2007 hi havia 106 habitatges, 84 eren l'habitatge principal de la família, 19 eren segones residències i 3 estaven desocupats. 80 eren cases i 26 eren apartaments. Dels 84 habitatges principals, 58 estaven ocupats pels seus propietaris, 21 estaven llogats i ocupats pels llogaters i 5 estaven cedits a títol gratuït; 5 tenien dues cambres, 13 en tenien tres, 11 en tenien quatre i 55 en tenien cinc o més. 78 habitatges disposaven pel capbaix d'una plaça de pàrquing. A 44 habitatges hi havia un automòbil i a 31 n'hi havia dos o més.

### Piràmide de població
La piràmide de població per edats i sexe el 2009 era:
| Homes | Edats   | Dones |
| ----- | ------- | ----- |
| 0     | 95 o +  | 0     |
| 0     | 90 a 94 | 0     |
| 4     | 85 a 89 | 0     |
| 4     | 80 a 84 | 0     |
| 0     | 75 a 79 | 4     |
| 4     | 70 a 74 | 4     |
| 0     | 65 a 69 | 8     |
| 8     | 60 a 64 | 12    |
| 4     | 55 a 59 | 0     |
| 20    | 50 a 54 | 4     |
| 20    | 45 a 49 | 20    |
| 4     | 40 a 44 | 4     |
| 4     | 35 a 39 | 12    |
| 4     | 30 a 34 | 4     |
| 0     | 25 a 29 | 4     |
| 4     | 20 a 24 | 4     |
| 20    | 15 a 19 | 16    |
| 12    | 10 a 14 | 0     |
| 4     | 5 a 9   | 4     |
| 8     | 0 a 4   | 0     |

## Economia
El 2007 la població en edat de treballar era de 148 persones, 95 eren actives i 53 eren inactives. De les 95 persones actives 90 estaven ocupades (47 homes i 43 dones) i 5 estaven aturades (2 homes i 3 dones). De les 53 persones inactives 9 estaven jubilades, 8 estaven estudiant i 36 estaven classificades com a «altres inactius».

### Ingressos
El 2009 a Pont-d'Héry hi havia 74 unitats fiscals que integraven 169 persones, la mediana anual d'ingressos fiscals per persona era de 17.863 €.

### Activitats econòmiques
Dels 20 establiments que hi havia el 2007, 1 era d'una empresa alimentària, 1 d'una empresa de fabricació de material elèctric, 1 d'una empresa de fabricació d'altres productes industrials, 5 d'empreses de construcció, 1 d'una empresa de comerç i reparació d'automòbils, 1 d'una empresa de transport, 2 d'empreses d'hostatgeria i restauració, 1 d'una empresa financera, 5 d'empreses immobiliàries i 2 d'empreses de serveis.
Dels 5 establiments de servei als particulars que hi havia el 2009, 2 eren paletes i 3 empreses de construcció.
L'any 2000 a Pont-d'Héry hi havia 13 explotacions agrícoles.

## Equipaments sanitaris i escolars
L'únic equipament sanitari que hi havia el 2009 era un hospital de tractaments de mitja durada (seguiment i rehabilitació).

## Poblacions més properes
El següent diagrama mostra les poblacions més properes.